# Stade Pierre-Mauroy
A Stade Pierre-Mauroy (más néven: Grand Stade Lille Métropole) egy többfunkciós stadion a franciaországi Villeneuve-d’Ascq településen. A Lille Metropoliszövezethez (Métropole Européenne de Lille) tartozó kisvárosban 2009 és 2012 között felépült létesítmény a Lille OSC hazai mérkőzéseinek is otthont ad. Az eredetileg Grand Stade Lille Métropole néven épülő stadiont 2013-ban, halála után Pierre Mauroy francia politikusról, a város korábbi polgármesteréről nevezték el.
A stadion egyike azon tíz létesítménynek, amelyekben a 2016-os labdarúgó-Európa-bajnokságon mérkőzéseket rendeznek.
Jelenleg a negyedik legnagyobb francia stadionnak számít a Stade de France, a Stade Vélodrome és a Parc Olympique Lyonnais után. Tetőszerkezetének köszönhetően a Stade Pierre-Mauroy 30 perc alatt befedhető, és 24 óra alatt arénává alakítható, így beltéri rendezvények helyszínéül is szolgálhat. Emellett a játéktér egy része is mozgatható, szükség esetén teljes egészében kihúzható a stadionból.
A koncertek és más sportágak mérkőzéseinek megrendezésére is alkalmas stadionban a 2015-ös férfi kosárlabda-Európa-bajnokság döntőjében, a Spanyolország-Litvánia mérkőzésen 27 372 néző vett részt, ami európai csúcsnak számít. 2014 novemberében pedig a Davis-kupa döntőjére került sor a létesítményben, melyen több mint 27 000 néző előtt Svájc 3-1 arányban legyőzte Franciaországot.

## Története

### Kezdetek

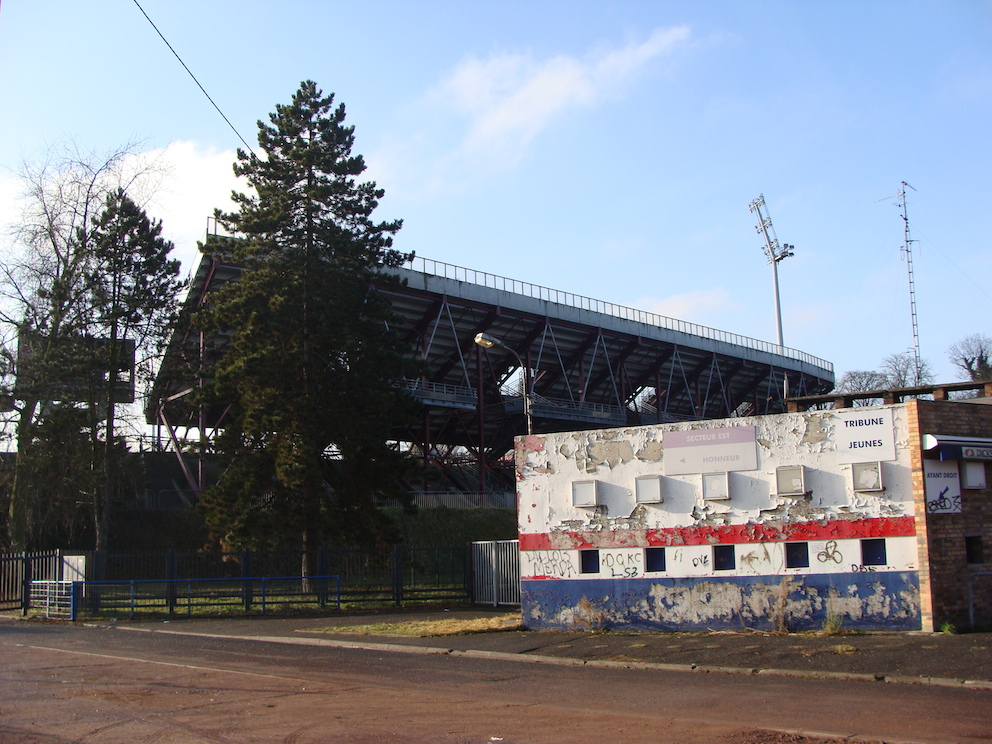
Az újjáépítésre szánt Stade Grimonprez-Jooris

Korábban a Lille OSC három másik stadionban játszotta hazai mérkőzéseit az évek folyamán. 1944-1974 között a Stade Henri-Jooris, 1974-2004 között a Stade Grimonprez-Jooris, majd 2004-2012 között a Stadium Lille Métropole adott otthon a csapatnak. A LOSC privatizálásakor szükségessé vált egy új, az UEFA-normáknak megfelelő stadion építése. 2005-ben nem sikerült a Stade Grimonprez-Jooris újjáépítését engedélyeztetni, mert helyi városvédők szerint egy ilyen nagyságú építkezés súlyosan veszélyeztetné a közelben levő 17. századi Lille-i fellegvár (Citadelle de Lille) épségét. Ezért a klub Lille metropoliszövezetében keresett a célnak megfelelő területet. 2006 áprilisában Villeneuve-d’Ascq Hôtel de Ville városrészének Borne de l'espoir nevű részét választották ki az építkezéshez. 2009. december 17-én Gérard Caudron Villeneuve-d’Ascq-i és Mark Godfrey Lezennes-i polgármesterek aláírták az építési engedélyeket.
A stadionépítésre kiírt pályázatot az Eiffage S.A. nyerte meg 2008 februárjában, mellettük pedig a Bouygues és a Vinci vállalatok pályáztak.

### Építkezés

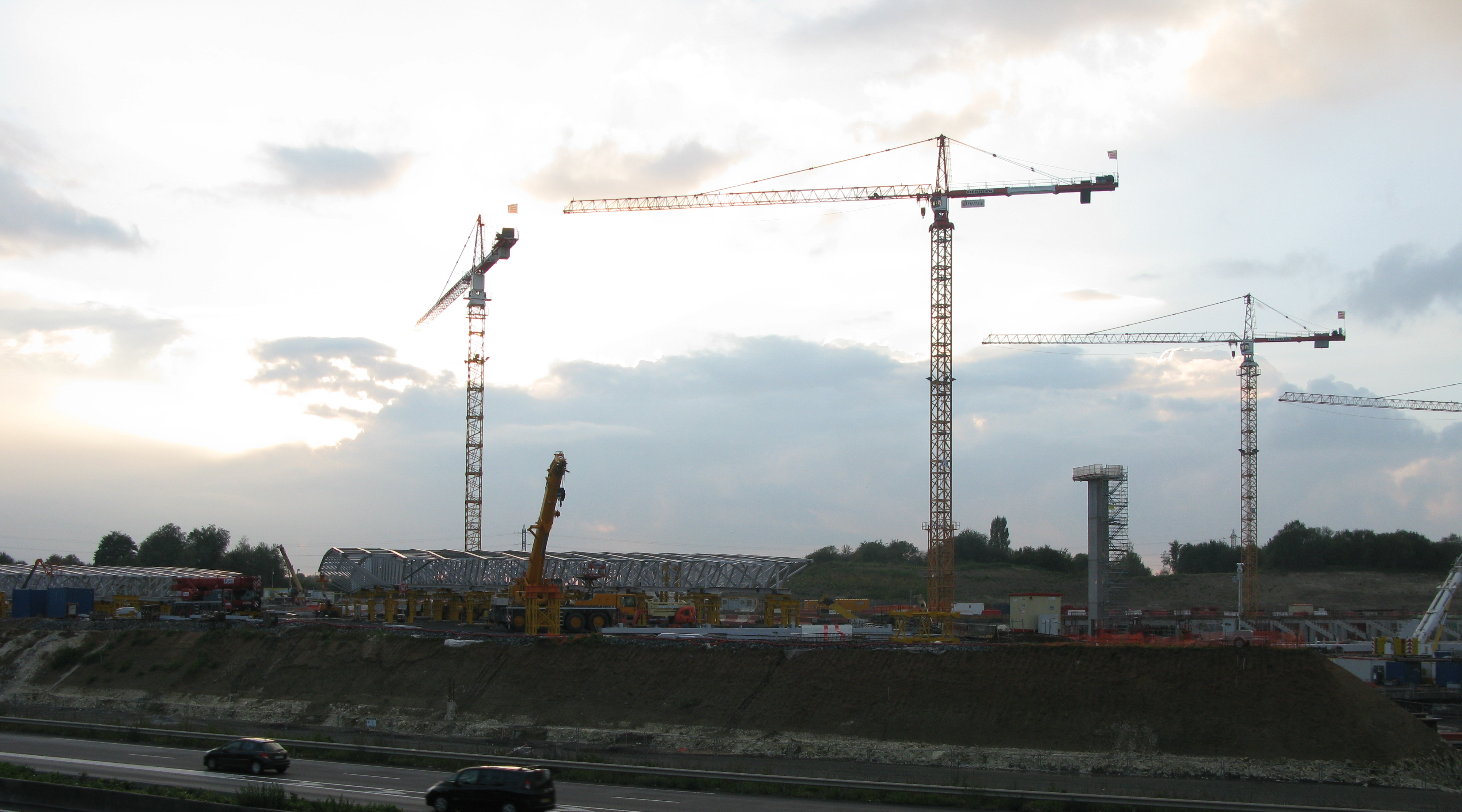
Az építőtelep 2010 szeptemberében

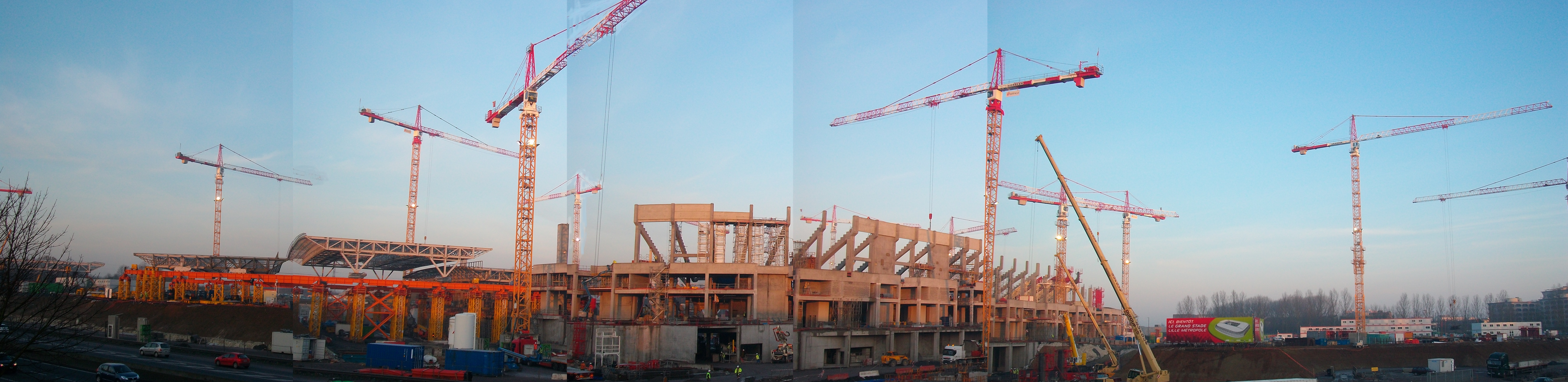
Építési munkálatok 2011-ben

2010. március 26-án megkezdődhettek a munkálatok, majd ugyanazon év szeptember 27-én, mintegy 500 résztvevő előtt került sor a szimbolikus alapkőletételre.
2010 februárjában Franciaország elnyerte a 2016-os Európa-bajnokság rendezési jogát, az épülő Lille-i stadion pedig az egyik szimbóluma lett a pályázatnak.
A stadion építésével egyidejűleg a környék infrastrukturális fejlesztése is megindult (földalatti, autópálya, parkolóhelyek). 2010 júniusában megkezdődött a mozgatható tetőszerkezet építése, júliusban pedig az épületet tartó 1750 betoncölöpöt is kiöntötték. Novemberben kezdetét vette a közeli hotelek, éttermek és egyéb szolgáltatást nyújtó egységek építése. 2011 januárjában elkezdődött a közeli parkolóház építése. 2011. október 5-én, 8 óra alatt helyére került az Eiffel-torony súlyával megegyező, 7400 tonnás mozgatható tetőszerkezet. 2012 januárjában elkészült az északi lelátó. Márciusban felszerelték az arénává alakításkor használatos 5500 székkel ellátott mobil lelátót, majd áprilisban helyére került a több mint 50 000 lelátói ülőhely is. Július elején lerakták a pálya gyepét.
Bár az építkezést néhány jogi ügy is késleltette, a stadion mégis elkészült a kitűzött határidőre. Az építkezés során mintegy 51 500 m³ betont használtak fel.
A teljes építkezés 324 millió euró volt, melyből 282 millió csak a stadion költsége volt. Emellett 42 millió euróba kerültek a kiegészítő létesítmények. A 2011-es tóhokui földrengés és cunami után külön követelmény lett az épület földrengésbiztossá tételére, ami 96 millió euró többletköltséget jelentett. Az építés költsége több mint nyolc és félszerese a Grimonprez-Jooris stadion tervezett újjáépítésére szükséges összegnek, mely munkálatokat akkor 38 millió euróra becsültek. A költségeket 56%-ban a magánszférából származó pénzekből fedezték, a fennmaradó 44%-ot pedig a Lille-i Metropoliszövezet és a Nord-Pas-de-Calais régió közösen állta.

### Megnyitó és névadás
A munkálatok végeztével, 2012. augusztus 17-én került sor a stadionavatóra, amely egyben a Lille OSC első hazai mérkőzése volt új otthonukban. A 2012–2013-as idény 2. fordulójában, az 1-1-es döntetlennel végződő mérkőzésen a Lille a Nancy-t fogadta. A helyszínen 44 455 néző tekintete meg a nyitómérkőzést.
2013. június 21-én a stadiont Pierre Mauroy korábbi miniszter és Lille-i polgármester tiszteletére Stade Pierre-Mauroy-ra keresztelték. Mauroy 2013. június 7-én hunyt el.

### Kritikák
A stadionépítés számos kritikát kapott. Martine Aubry polgármester és helyettese, Pierre de Saintignon kiemelték, hogy a stadion a régió technológiai követe és a turisták vonzására is alkalmas lesz. Ezzel szemben a projekt ellenzői a hosszútávú terveket hiányolták, és felrótták az építkezés magas költségét is.
A létesítmény névadása is megosztotta a közvéleményt, mivel a stadion névváltoztatását egyoldalúan döntötte el a metropoliszövezet vezetősége. A kritikusok szerint jelentős anyagi hátránya fog származni a közösségnek abból, hogy a stadion névhasználati jogát nem értékesítik úgy, mint például a nizzai Allianz Riviera esetében.

## Sajátosságok
A stadiont tulajdonosa az azt megépítő építőipari vállalat leányvállalata, az Elisa (Eiffage Lille Stadium Arena SAS), amely 31 évig, 2043-ig működteti a létesítményt. Ezt követően az a metropoliszövezet tulajdonába kerül.
Az 50 000 fős befogadóképességű, hajóformájú stadion 31 méter magas, teteje pedig két mozgatható tetőfelületből áll, melyek segítségével 30 perc alatt be lehet fedni az egész játékteret, és a stadiont 24 óra leforgása alatt sportcsarnokká lehet alakítani. A játéktér egy része is mozgatható, és így akár 30 000 fős beltéri sportrendezvényeket is lehet a létesítményben rendezni. A háromszintes lelátós vasbetonból készült, melyhez kívül egy acélszerkezet kapcsolódik. Erre került a stadion külső borítása, melyhez 12 000 polikarbonát csövet használtak fel. A homlokzatot 70 000 LED világítja meg, és így az mintegy 1800 m² felületen animálható. Az épületben 10 000 m² fogadásokra alkalmas helyiség, 7300 VIP-ülőhely és 58 vendéglátóipari egység van. A környéken való parkolást egy 3500 férőhelyes parkolóház és 7000 helyből álló kültéri parkoló segíti. A motorkerékpárosok számára 500, a biciklisek számára pedig 1000 parkolóhely van fenntartva. A stadion közvetlen környezetében szálloda és éttermek találhatóak.

## Megközelítése
A stadiont gyalogosan, kerékpárral, gépkocsival, tömegközlekedéssel és vasúton is meg lehet közelíteni. A stadion közelében halad el a 227-es országút, amely az A22-es autópálya meghosszabbítása.
Tömegközlekedési járatok:
- Metró
  - 1-es vonal: Cité Scientifique és 4 Cantons állomások
  - 2-es vonal: rendezvények idején a Les Près állomástól autóbuszjáratok indulnak a stadionhoz
- Autóbusz
  - 18-as busz: Versailles megálló
  - Le Corolle járat: Versailles megálló

Vasút:
A Lille-Europe és Lille-Flandres pályaudvarok 20 percnyire vannak a stadiontól, ahova az 1-es metrójárattal lehet eljutni.

## Hasznosítása

### Labdarúgás
A stadiont elsődlegesen labdarúgó-mérkőzések megrendezésére használják. A legfontosabb bérlő a Lille OSC, amely ebben a négycsillagos besorolású építményben rendezi hazai mérkőzésit. 2012. október 27-én ez lett ez első francia stadion, amelyben fedett pályás mérkőzést rendeztek, amikor a Lille a Valenciennes-t fogadta egy bajnoki összecsapáson.
2016-os Európa-bajnokság
A 2016-os labdarúgó-Európa-bajnokságon hat mérkőzésnek adott helyet a létesítmény. Ebből négy csoport-, kettő pedig az egyenes kiesési szakaszbeli mérkőzés volt.
Csoportmérkőzések
| Dátum            | Időpont | Csoport   | Mérkőzés                | Eredmény | Nézőszám |
| ---------------- | ------- | --------- | ----------------------- | -------- | -------- |
| 2016. június 12. | 21:00   | C csoport | Németország – Ukrajna   | 2–0      | 43 035   |
| 2016. június 15. | 15:00   | B csoport | Oroszország – Szlovákia | 1–2      | 38 989   |
| 2016. június 19. | 21:00   | A csoport | Svájc – Franciaország   | 0–0      | 45 616   |
| 2016. június 22. | 21:00   | E csoport | Olaszország – Írország  | 0–1      | 44 268   |

Egyenes kieséses szakasz
| Dátum            | Időpont | Szakasz      | Mérkőzés                | Eredmény | Nézőszám |
| ---------------- | ------- | ------------ | ----------------------- | -------- | -------- |
| 2016. június 26. | 18:00   | Nyolcaddöntő | Németország – Szlovákia | 3–0      | 44 312   |
| 2016. július 1.  | 21:00   | Negyeddöntő  | Wales – Belgium         | 3-1      | 45 936   |

### Egyéb sportok

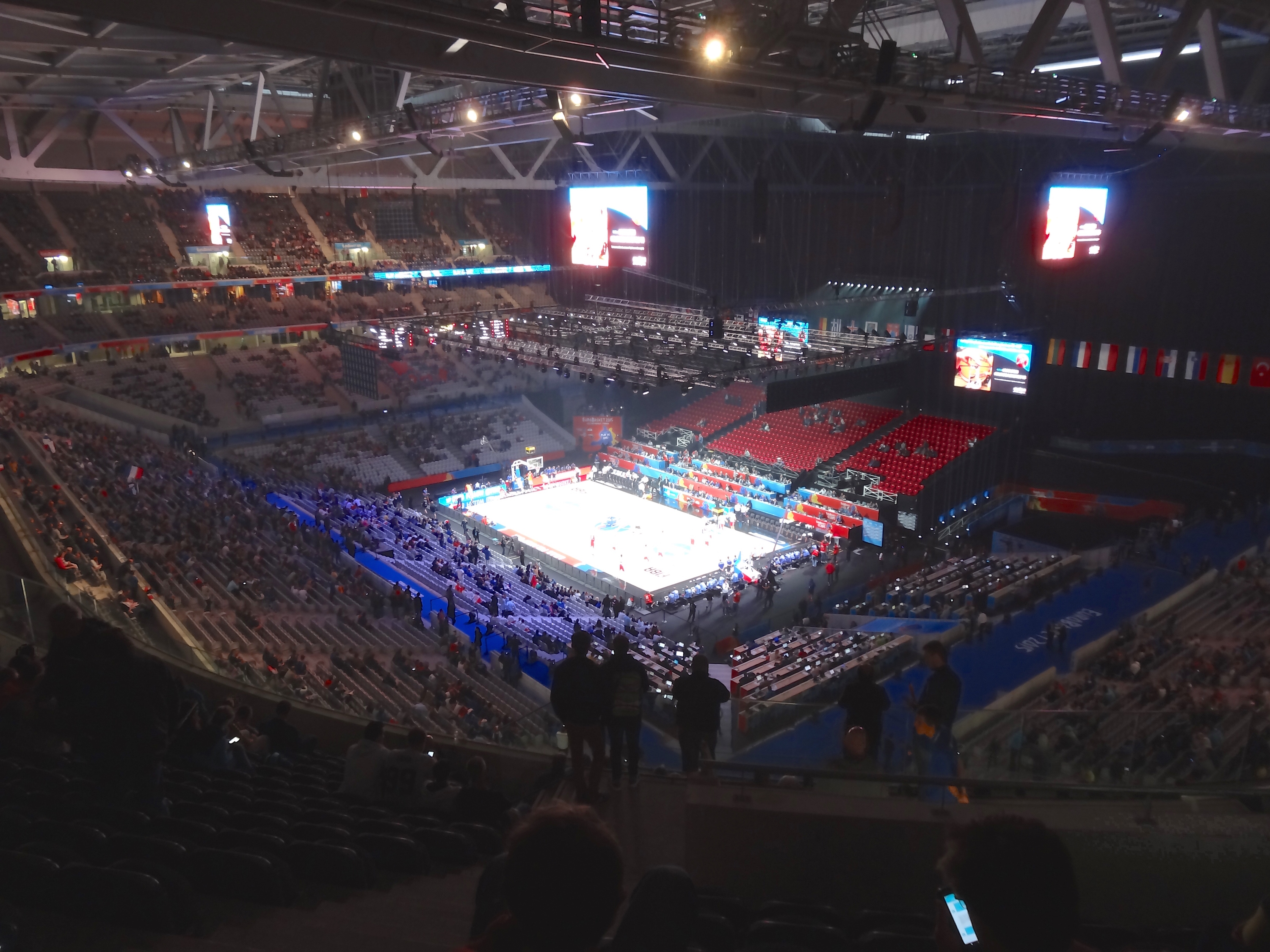
A 2015-ös férfi kosárlabda-Európa-bajnokság egyik mérkőzése

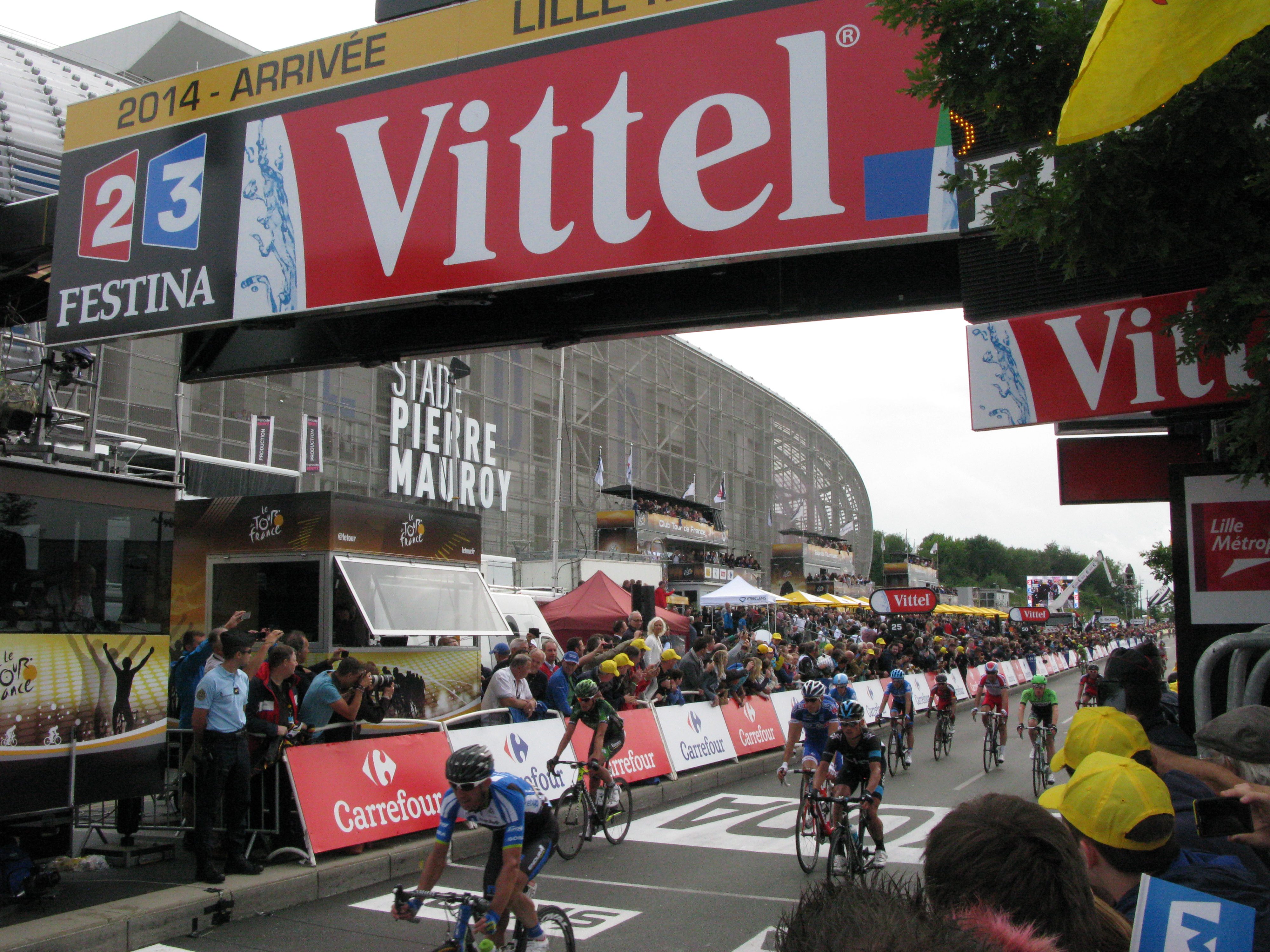
Célegyenes a stadion előtt (2014-es Tour de France)

A stadion nem csak labdarúgó-mérkőzések, hanem egyéb kültéri és beltéri sportok viadalainak megrendezésére is alkalmas.
Röviddel a megnyitását követően, 2012. november 17-én itt rendezték meg a Franciaország-Argentína uniós (15 fős) rögbimérkőzést, amely az első olyan franciaországi rögbimeccs volt, melyet fedett pályán rendeztek. Később, 2013. március 30-án a Stade Français és a Toulon csapata küzdött meg a Top 14-es bajnokságban, majd 2016. március 27-én a Racing 92 és a Toulon mérkőztek meg egymással. Ezek mellett két Top 14-es elődöntőnek is otthont adott a létesítmény 2014 májusában.
A 2014-es Tour de France 4. szakaszának célegyenese a Lille-i stadionnál volt. Ugyanabban az évben az épületben került sor a Davis-kupa döntőjére, melyen több mint 27 000 néző előtt a Roger Federerrel felálló svájci válogatott 3-1 arányban legyőzte a franciákat.
1984 és 2013 között az AccorHotels Arena adott otthont a Supercross Paris-Bercy motokrossz-rendezvénynek, melyet a párizsi aréna felújítása miatt 2014-től a Lille-i stadionban rendeznek meg.
A 2017-es férfi kézilabda-világbajnokság a stadion egyike lesz a nyolc helyszínnek.

### Koncertek
A könnyen befedhető létesítményben nemcsak szabadtéri, hanem beltéri koncertek is tarthatóak, és ezek a könnyű-, illetve komolyzenei események több ezer nézőt vonzanak.
A létesítményben tartott első nagyszabású koncertre 2013. június 28-án került sor, amikor a Émile et Images, Jean-Luc Lahaye, François Feldman és Sabrina Salerno énekesek fémjelezte Stars 80 turné ezen állomásán 38 600 néző gyűlt össze. Ugyanazon év júliusában Rihanna barbadosi R&B-énekesnő 27 000 néző előtt koncertezett a stadionban.
2013. november 17-én csarnokosított létesítményben lépett volna fel az angol Depeche Mode. Mivel a rendezvény ideje alatt nem volt biztosított a fűtés, ezért a koncertet lemondták.
2014. szeptember 5-én és 6-án Patrick Bruel francia énekes két koncertet adott. Mindkét eseményen 25 000 néző volt jelen.
2015. július 17-én a Lille-i Nemzeti Zenekar (Orchestre national de Lille) Ravel Boleróját és Orff Carmina Buranáját adta elő 100 zenész és a Chœur régional Nord-Pas de Calais, illetve a Chœur Nicolas de Grigny 200 kóristájának közreműködésével.
Johnny Hallyday 2015 októberében két koncertet tartott a stadionban.
| Időpont               | Előadó(k)               | Turné / Esemény                                 | Nézőszám |
| --------------------- | ----------------------- | ----------------------------------------------- | -------- |
| 2013. június 28.      | Stars 80                | Stars 80 turné                                  | 38 600   |
| 2013. július 20.      | Rihanna                 | Diamonds World Tour                             | 27 000   |
| 2014. szeptember 5-6. | Patrick Bruel           |                                                 | 25 000   |
| 2015. július 17.      | Lille-i Nemzeti Zenekar | Maurice Ravel: Bolero Carl Orff: Carmina Burana |          |
| 2015. október 9-10.   | Johnny Hallyday         | Rester Vivant Tour                              | 25 000   |
| 2016. július 23.      | Rihanna                 | Anti World Tour                                 | 30 000   |

## Galéria

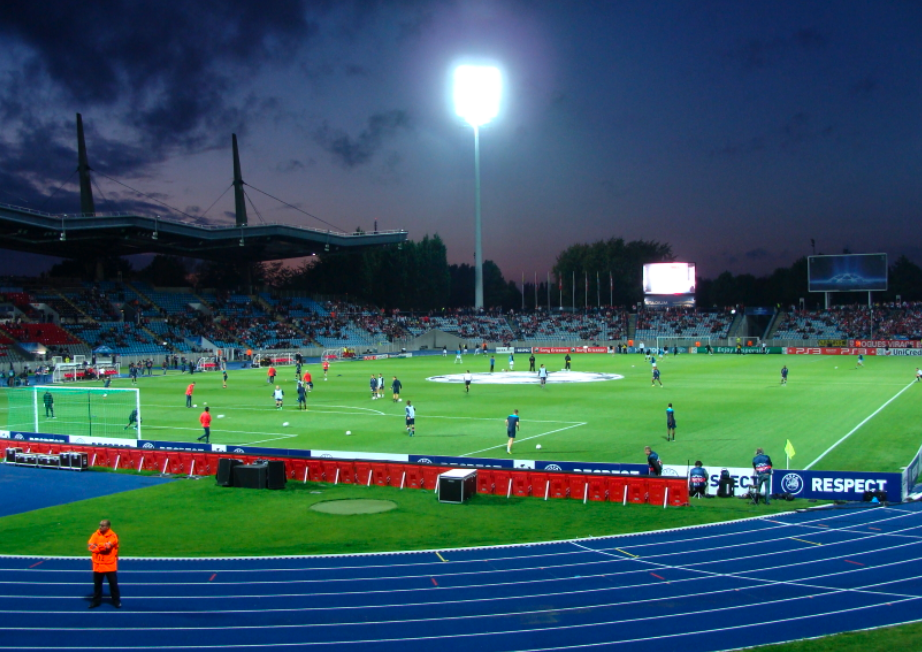
A korábbi Lille-i stadion: Stadium Lille Métropole
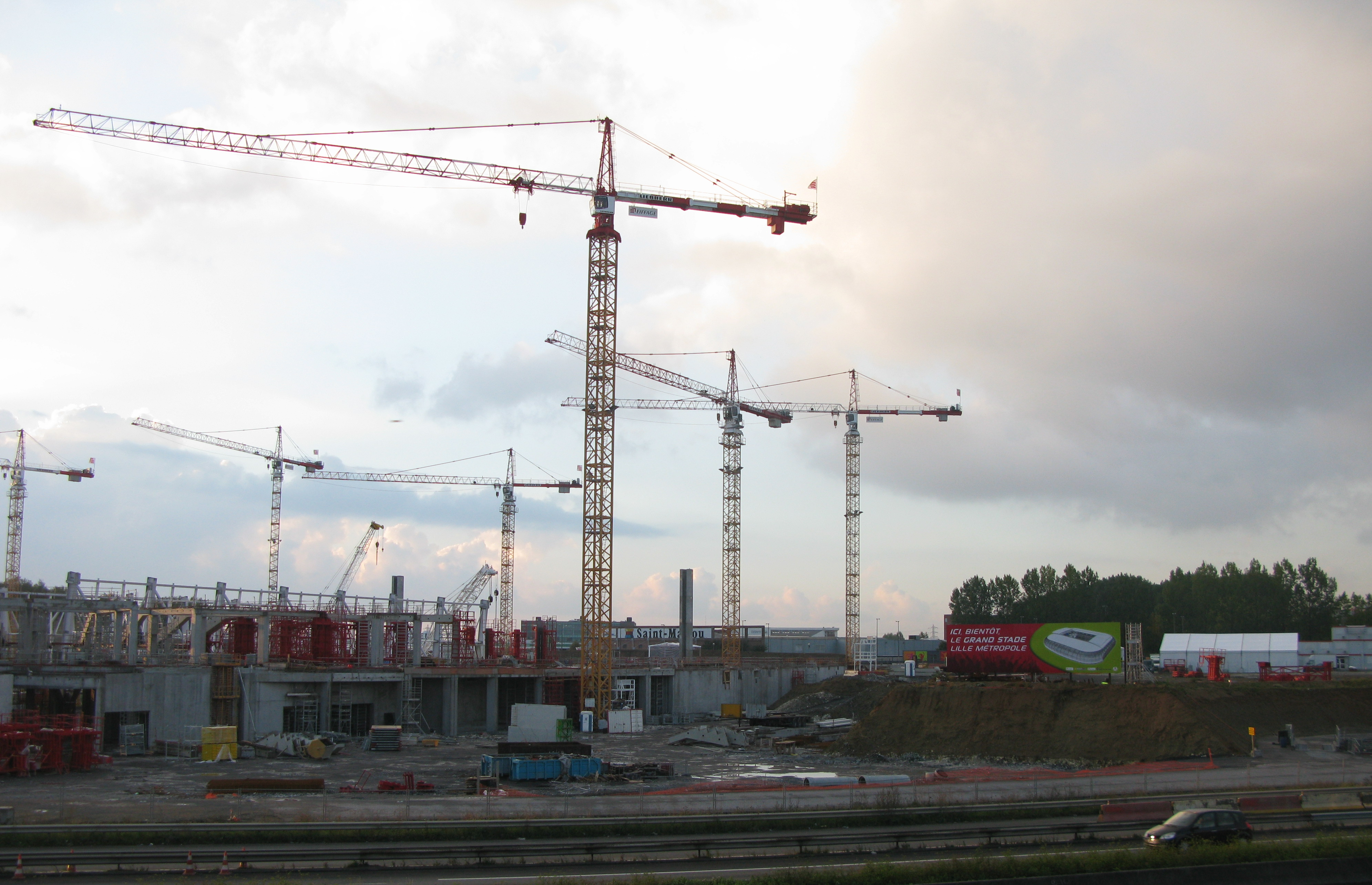
Építés közben (2010)
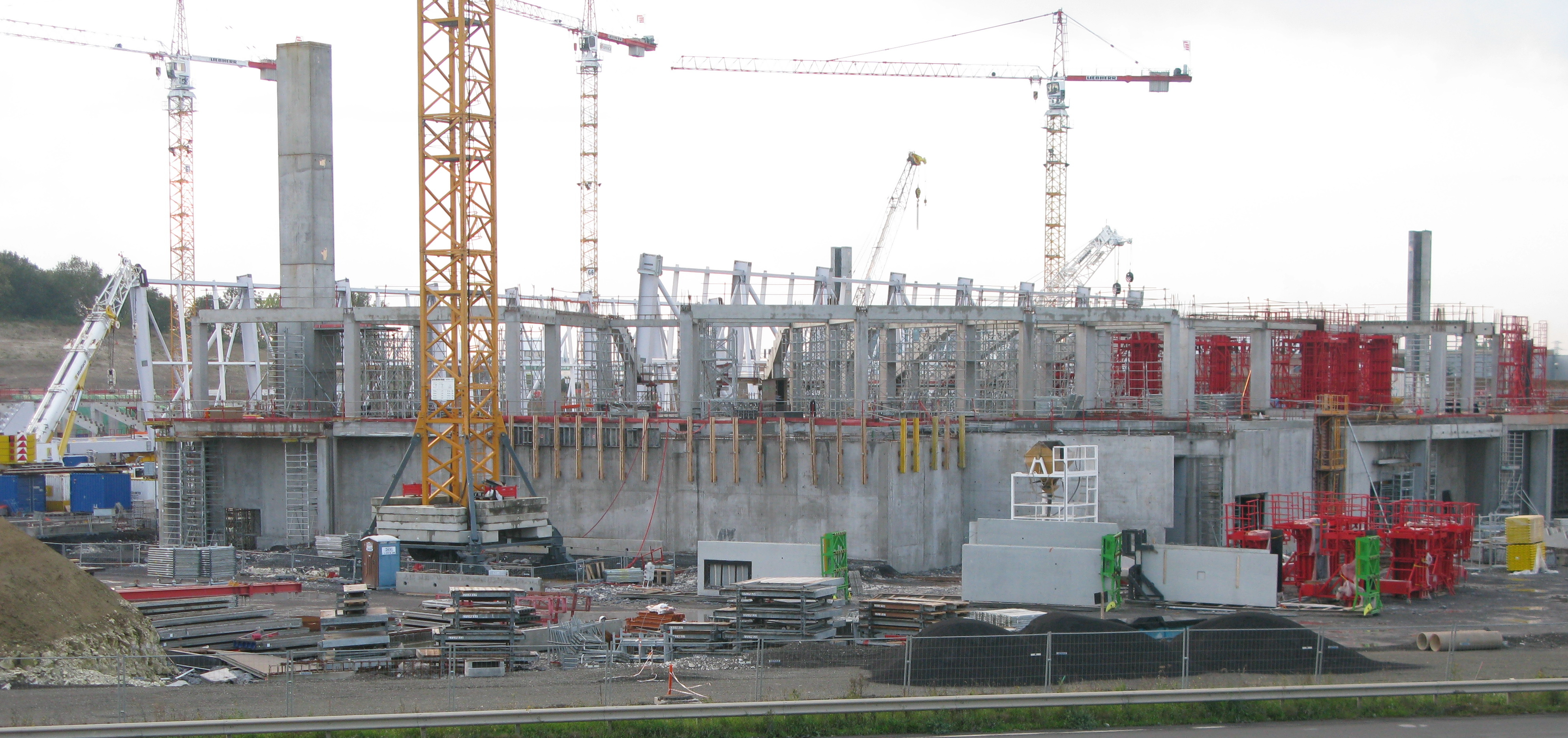
Építés közben (2010)
A névadó, Pierre Mauroy 2007-ben